# Broška
Broška je okrasna naprsna zaponka iz plemenitih kovin, dragih in poldragih kamnov, štrasa, keramike in usnja.